# تودور أنجيلوف
تودور أنجيلوف هو مقاوم وسياسي بلغاري، ولد في 12 يناير 1900 في كيوستينديل في بلغاريا، وتوفي في 30 نوفمبر 1943 في Fort Breendonk ‏ في بلجيكا.